# Nevatim
Nevatim (hebrejsky נְבָטִים‎, doslova „Výhonky“, v oficiálním přepisu do angličtiny Nevatim) je vesnice typu mošav v Izraeli, v Jižním distriktu, v Oblastní radě Bnej Šim'on.

## Geografie
Leží v nadmořské výšce 326 metrů v centrální části pouště Negev. Jde o aridní oblast. Pouze díky trvalému zavlažování má místy v okolí mošavu krajina ráz zemědělsky využívané oázy.
Obec se nachází 54 kilometrů od břehu Středozemního moře, cca 95 kilometrů jihojihovýchodně od centra Tel Avivu, cca 70 kilometrů jihozápadně od historického jádra Jeruzalému a 9 kilometrů východně od města Beerševa, do jehož aglomerace spadá. Nevatim obývají Židé, přičemž osídlení v tomto regionu je etnicky smíšené, se silným zastoupením arabské (respektive beduínské) populace (například město Tel as-Sabi 3 kilometry severozápadně odtud nebo Šakíb al-Salam 4 kilometry jihozápadním směrem). Další beduínské osídlení ve formě roztroušených osad pokračuje východně od mošavu. Židovskou populaci soustřeďuje hlavně samotné město Beerševa.
Nevatim je na dopravní síť napojen pomocí dálnice číslo 25. Souběžně s ní vede i železniční trať do Dimony. Ta zde ale nemá stanici.

## Dějiny

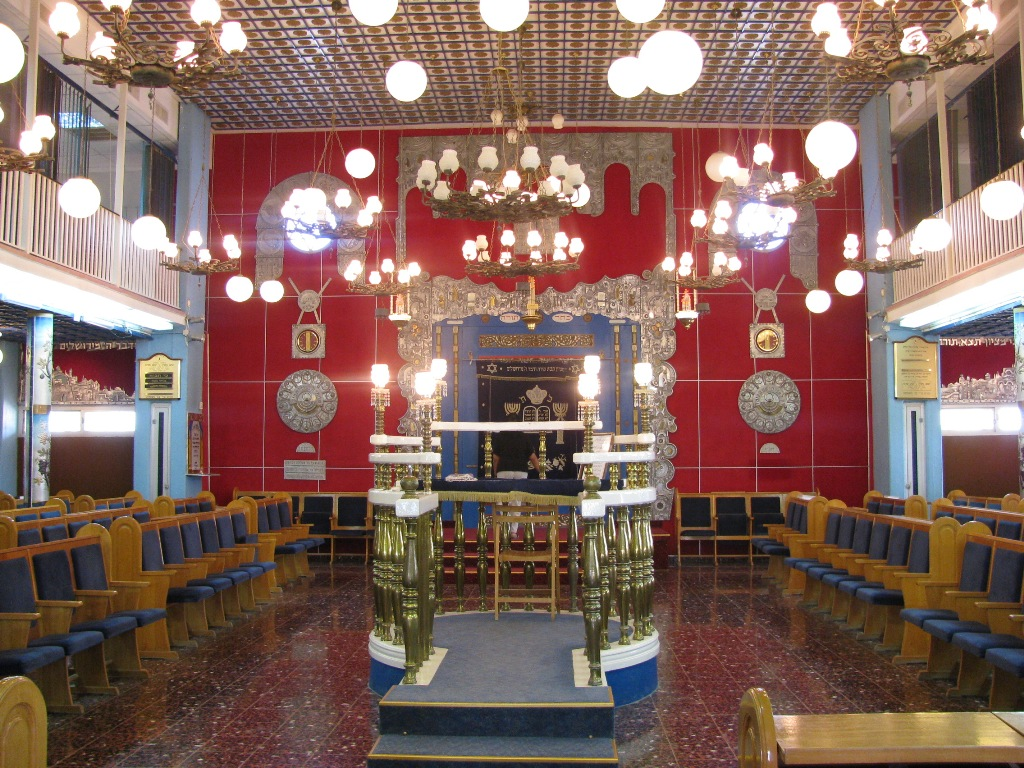
Synagoga ve stylu indických Židů v mošavu Nevatim

Nevatim byl založen v roce 1946. Vznikl v říjnu 1946 v rámci masivní osidlovací operace 11 bodů v Negevu, kdy bylo během jediného dne zřízeno v jižní části tehdejší mandátní Palestiny jedenáct nových židovských osad. Jeho zakladateli byla skupina Židů z Maďarska. Během války za nezávislost v roce 1948 byla vesnice vystavena útokům a obléhání egyptskou invazní armádou. Odolala díky zásobování prováděnému ze vzduchu, pomocí letadel. V průběhu války pak region ovládla izraelská armáda.
Jméno je inspirováno Biblí, doslova Nabatejci. Koncem 40. let měl Nevatim 35 obyvatel a rozlohu katastrálního území 3 100 dunamů (3,1 kilometrů čtverečních). Po válce byla osada zrušena a znovu byla osídlena až roku 1954, kdy se do ní nastěhovala skupina Židů z jižní Indie, z okolí města Kočin. Ti zde zbudovali synagogu coby repliku původní svatyně kočinských Židů.
Místní ekonomika je založena na zemědělství (skleníkové hospodaření, pěstování květin a chov drůbeže), v kterém působí ale jen menšina obyvatel. Větší část populace za prací dojíždí mimo obec. V obci funguje zdravotní středisko, mateřská škola, plavecký bazén, sportovní areály, obchod se smíšeným zbožím, synagoga a mikve. Vesnice plánuje stavební expanzi, v jejímž rámci se tu má nabídnout 138 parcel pro výstavbu rodinných domů. V červenci 2006 se očekávalo zahájení prodeje prvních 50 pozemků.

## Demografie
Obyvatelstvo mošavu je smíšené, tedy sekulární i nábožensky orientované. Podle údajů z roku 2014 tvořili naprostou většinu obyvatel v Nevatim Židé (včetně statistické kategorie "ostatní", která zahrnuje nearabské obyvatele židovského původu ale bez formální příslušnosti k židovskému náboženství).
Jde o menší obec vesnického typu s dlouhodobě mírně rostoucí populací. K 31. prosinci 2014 zde žilo 789 lidí. Během roku 2014 populace stoupla o 5,6 %.
| Rok            | 1948 | 1961 | 1972 | 1983 | 1995 | 2001 | 2003 | 2004 | 2005 | 2006 | 2007 | 2008 | 2009 | 2010 | 2011 | 2012 | 2013 | 2014 |
| -------------- | ---- | ---- | ---- | ---- | ---- | ---- | ---- | ---- | ---- | ---- | ---- | ---- | ---- | ---- | ---- | ---- | ---- | ---- |
| Počet obyvatel | 21   | 436  | 406  | 474  | 560  | 768  | 344  | 627  | 635  | 629  | 626  | 640  | 652  | 658  | 694  | 698  | 747  | 789  |